# Croton purdiei
Espèce
Croton purdiei est une espèce de plantes à fleurs du genre Croton et de la famille des Euphorbiaceae, présente de la Colombie à l'Équateur.
Il a pour synonymes :
- Croton purdiei var. santurbanensis, Croizat,
- Oxydectes purdiei, (Müll.Arg.) Kuntze